# Senouillac
 Senouillac  es una población y comuna francesa, ubicada en la región de Mediodía-Pirineos, departamento de Tarn, en el distrito de Albi y cantón de Gaillac.

## Demografía
| 815 | 775 | 687 | 788 | 879 | 835 |
| Para los censos de 1962 a 1999 la población legal corresponde a la población sin duplicidades (Fuente: INSEE [Consultar]) |     |     |     |     |     |